# Colorado Esporte Clube
Il Colorado Esporte Clube, noto anche semplicemente come Colorado, era una società calcistica brasiliana con sede nella città di Curitiba, capitale dello stato del Paraná.

## Storia
Il Colorado Esporte Clube è stato fondato il 29 giugno, dopo la fusione tra Britânia Sport Club, Palestra Itália Futebol Clube e Clube Atlético Ferroviário. Ha partecipato per la prima volta al Campeonato Brasileiro Série A nel 1978, dove ha terminato al 47º posto, e dove è stato eliminato al primo turno. Il Colorado ha partecipato di nuovo nel 1979, nel 1980, nel 1981 e nel 1983 dove ha terminato rispettivamente al 31º, 19º, 20º e 15º posto, dove fece la miglior prestazione a livello nazionale nel 1983. Il Colorado ha vinto il suo unico titolo, che è stato il Campionato Paranaense, nel 1980, condividendo il titolo con il Cascavel.
Il Colorado si fuse con l'Esporte Clube Pinheiros il 19 dicembre 1989 per formare l'attuale Paraná Clube.

## Palmarès

### Competizioni statali
- Campionato Paranaense: 1

1980